# Craugastor stejnegerianus
Craugastor stejnegerianus is een kikker uit de familie Craugastoridae. De soort werd voor het eerst wetenschappelijk beschreven door Edward Drinker Cope in 1893. Oorspronkelijk werd de wetenschappelijke naam Hylodes stejnegerianus gebruikt en later werd de soort aan de geslachten Eleutherodactylus en Microbatrachylus toegekend.
Craugastor stejnegerianus komt voor in delen van Midden-Amerika en leeft in de landen Costa Rica en Panama. De soortaanduiding stejnegerianus is een eerbetoon aan de Amerikaanse zoöloog Leonhard Hess Stejneger (1851 - 1943).